# Travis Sanheim
Travis Sanheim (* 29. März 1996 in Elkhorn, Manitoba) ist ein kanadischer Eishockeyspieler, der seit September 2014 bei den Philadelphia Flyers aus der National Hockey League unter Vertrag steht und für diese auf der Position des Verteidigers spielt.

## Karriere
Travis Sanheim wurde in Elkhorn geboren und spielte in seiner Jugend unter anderem für die Yellowhead Chiefs sowie die Winkler Flyers in Manitoba. Bereits 2011 wurde er im Bantam Draft der Western Hockey League (WHL) an 177. Position von den Calgary Hitmen ausgewählt, wechselte allerdings erst zur Saison 2013/14 in deren Team. Als Rookie kam er in seinem ersten WHL-Jahr auf 29 Scorerpunkte und eine Plus/Minus-Wertung von +25 in 69 Spielen, sodass er in der Folge im NHL Entry Draft 2014 an 17. Stelle von den Philadelphia Flyers berücksichtigt wurde. Die Flyers statteten ihn im September gleichen Jahres mit einem Einstiegsvertrag aus, schickten den Abwehrspieler allerdings vorerst zur weiteren Entwicklung zurück in die WHL. Dort steigerte Sanheim seine persönliche Statistik deutlich auf 65 bzw. 68 Punkte in den folgenden zwei Saisons und wurde dabei einmal ins First All-Star Team sowie einmal ins Second All-Star Team der Eastern Conference gewählt. Zudem führte er die Hitmen in beiden Spielzeiten als Assistenzkapitän an.
Nach dem Ende der WHL-Saison 2015/16 wechselte Sanheim fest in die Organisation der Philadelphia Flyers, die in vorerst bei ihrem Farmteam, den Lehigh Valley Phantoms, in der American Hockey League (AHL) einsetzten. Nachdem er dort die gesamte Spielzeit 2016/17 verbracht und 37 Punkte in 76 Spielen erzielt hatte, erspielte sich der Verteidiger im Rahmen der Vorbereitung auf die Saison 2017/18 einen Platz im Aufgebot der Flyers. In der Folge gab im Oktober 2017 sein Debüt in der National Hockey League und kommt dort seither regelmäßig zum Einsatz.
Im August 2021 unterzeichnete Sanheim einen neuen Zweijahresvertrag mit einem Gesamtvolumen von 9,35 Millionen US-Dollar in Philadelphia. Dieser wurde im Oktober 2022 um acht weitere Jahre ab der Saison 2022/23 verlängert, wobei sein Salär auf jährlich 6,25 Millionen US-Dollar stieg.

### International
Erste internationale Erfahrungen sammelte Sanheim bei der World U-17 Hockey Challenge 2013, bei der er mit dem Team Canada West den neunten Platz belegte. Anschließend vertrat er sein Heimatland bei der U18-Weltmeisterschaft 2014 und gewann dort mit der kanadischen Auswahl die Bronzemedaille. Zudem nahm er mit der kanadischen U20-Nationalmannschaft an der U20-Weltmeisterschaft 2016 teil und erreichte dort mit dem Team einen sechsten Rang.
Sein Debüt für die A-Nationalmannschaft Kanadas gab er bei der Weltmeisterschaft 2022 in Finnland und gewann dort mit dem Team die Silbermedaille. Anschließend spielte Sanheim beim 4 Nations Face-Off 2025, das die Kanadier gewannen, und der Weltmeisterschaft im selben Jahr.

## Erfolge und Auszeichnungen
- 2015 WHL East First All-Star Team
- 2016 WHL East Second All-Star Team

### International
- 2014 Bronzemedaille bei der U18-Weltmeisterschaft
- 2022 Silbermedaille bei der Weltmeisterschaft
- 2025 Gewinn des 4 Nations Face-Off

## Karrierestatistik
Stand: Ende der Saison 2024/25

### International
Vertrat Kanada bei:
| - World U-17 Hockey Challenge 2013 - U18-Weltmeisterschaft 2014 - U20-Weltmeisterschaft 2016 | - Weltmeisterschaft 2022 - 4 Nations Face-Off 2025 - Weltmeisterschaft 2025 |

(Legende zur Spielerstatistik: Sp oder GP = absolvierte Spiele; T oder G = erzielte Tore; V oder A = erzielte Assists; Pkt oder Pts = erzielte Scorerpunkte; SM oder PIM = erhaltene Strafminuten; +/− = Plus/Minus-Bilanz; PP = erzielte Überzahltore; SH = erzielte Unterzahltore; GW = erzielte Siegtore; 1 Play-downs/Relegation; Kursiv: Statistik nicht vollständig)